# Вартанян, Сурен Асатурович
Сурен Асатурович Вартанян (Варданян; арм. Սուրեն Ասատուրի Վարդանյան; 1907—1979) — советский армянский энергетик и государственный деятель. Председатель Исполнительного Комитета Ереванского совета депутатов трудящихся с 22 марта 1960 по 6 декабря 1962 года. С 1962 по 1978 год — начальник Главного производственного управления энергетики и электрификации Армянской ССР. Кандидат технических наук, заслуженный инженер Армянской ССР, почётный энергетик СССР, кавалер орденов Ленина и Октябрьской Революции.

## Биография
Сурен Вартанян родился в ноябре 1907 года в селении Гюлагарак (ныне Лорийская область Армении) в семье рабочего. Окончил среднюю школу в Тбилиси, затем учился в Московском энергетическом институте. После окончания института в 1930 году работал на Земо-Авчальской ГЭС дежурным инженером. В 1931 году был назначен директором Ленинаканской гидроэлектростанции, с 1932 года — директор ереванских гидростанций № 1 и 2. В 1936—1937 годах параллельно работал управляющим Арменэнерго, с 1938 года — главный диспетчер Арменэнерго.
Был заместителем начальника строительства Аргельской ГЭС. В должности начальника энергетического сектора Армгидроэнергопроекта руководил составлением схемы Воротанского каскада ГЭС. Был директором Кироваканского сетевого управления, заведовал кафедрой экономики энергетики в Ереванском политехническом институте. Также работал в Армянском филиале института Гидроэлектропроект. В 1957 году защитил кандидатскую диссертацию.
Сурен Вартанян занимал ряд государственных должностей. В Ленинаканском городском совете депутатов трудящихся он работал с 1947 по 1952 год. Избирался первым заместителем председателя, а затем и председателем Ленинаканского горсовета. В 1957 году он стал заместителем председателя Ереванского городского совета депутатов трудящихся. С 22 марта 1960 по 6 декабря 1962 года он занимал должность председателя Исполнительного Комитета Ереванского совета депутатов трудящихся. Избирался депутатом Верховного Совета Армянской ССР, был членом ЦК КП Армении, бюро Ереванского и Ленинаканского горкомов КП Армении.
На посту ереванского градоначальника занимался развитием городского транспорта и строительством новых магистральных трасс. Под его руководством был построен дамба-мост через реку Раздан, соединивший Ленинский и Шаумянский районы.
В 1962 году Сурен Вартанян был назначен министром-начальником Главного производственного управления энергетики и электрификации Армянской ССР. На этом посту он внёс существенный вклад в развитие энергетики Армении. Были построены Ереванская и Разданская ГРЭС, Татевская и Шамбская ГЭС. Сурен Вартанян добился решения Минэнерго СССР о строительстве Армянской ГАЭС.
В 1978 году вышел на пенсию. Являлся пенсионером союзного значения. Скончался в 1979 году после продолжительной болезни.

## Память
С 1980 года имя Сурена Вартаняна носит Татевская ГЭС. На стене здания ГЭС установлена мемориальная доска.